# The Unnamable
Pour plus de détails, voir Fiche technique et Distribution.
The Unnamable est un film américain du réalisateur Jean-Paul Ouellette, sorti en 1988. 

## Synopsis
D'après une nouvelle de Howard Phillips Lovecraft.
Au début du XVIIIe siècle, une étrange créature, Alyda Winthrop, est à sa naissance enfermée par son père dans un grenier. Elle finit par s'en échapper et par tuer ce dernier mais se retrouve enfermée dans le cellier… À la fin du XXe siècle, des étudiants de l'Université Miskatonic décident de s'aventurer dans une demeure que l'on dit hantée par une créature si immonde que sa mère ne lui avait jamais donné de nom ; ils ne vont pas tarder à la découvrir et à la libérer, malgré eux…

## Fiche technique
- Réalisation et scénario : Jean-Paul Ouellette
- D'après la nouvelle de H.P. Lovecraft
- Production : Jean-Paul Ouellette et Dean Ramser
- Musique : David Bergeaud
- Pays :  États-Unis
- Langue de tournage : anglais
- Photographie : Tom Fraser
- Montage : Wendy J. Plump

## Distribution
- Charles Klausmeyer : Howard Damon
- Mark Kinsey Stephenson : Randolph Carter
- Alexandra Durrell : Tanya Heller
- Laura Albert : Wendy Barnes
- Eben Ham : Bruce Weeks
- Blane Wheatley : John Babcock
- Mark Parra : Joel Manton
- Delbert Spain : Joshua Winthrop
- Colin Cox : Mr. Craft
- Paul Farmer : Mortician
- Paul Pajor : Fossoyeur 1
- Marcel Lussier : Fossoyeur 2
- Lisa Wilson : Étudiant 1
- Nancy Kreisel : Étudiant 2
- Katrin Alexandre : Alyda (la Créature) Winthrop